# Iván Furios
Iván Alejandro Furios (Paraná, Entre Ríos, 20 de mayo de 1979) es un exfutbolista argentino. Se desempeñaba como defensor central y su último club fue Olimpo de Bahía Blanca.

## Trayectoria
Iván Furios inició su carrera como futbolista en el club Patronato a los 16 años. Luego pasó a las inferiores de Boca Juniors, equipo con el que debutó en Primera División el 19 de junio de 1999 ante Unión de Santa Fe. Aquel encuentro, válido por el Torneo Clausura 1999, finalizó empatado 2-2 y sería el único partido de Furios con camiseta xeneize.
Para el segundo torneo de ese año, el Apertura 1999, se incorporó a Chacarita Juniors, donde jugó 114 partidos en Primera y anotó 2 goles. Se mantuvo en el equipo funebrero hasta el 2004. Al año siguiente fue contratado por el club Alianza Lima, del Perú, elenco con el que jugó la Copa Libertadores 2005.
En el 2006 regresó a Chacarita. Sin embargo, a mediados de año viajó nuevamente al Perú, esta vez para jugar por el recién ascendido José Gálvez de Chimbote, equipo comprometido con el descenso y que terminaría perdiendo la categoría. Posteriormente, en el 2007 fichó por el Instituto de Córdoba, donde se mantuvo año y medio. Para la temporada 2008/09 formó parte del Neuchâtel Xamax de Suiza, donde jugó 15 encuentros y fue compañero de Julio Hernán Rossi. En el segundo semestre de 2009 volvió a Argentina para jugar nuevamente en Instituto.
En julio del 2011 se incorpora a Aldosivi de Mar del Plata. El día 29 de octubre de ese año se dio el gusto de marcar el 0-1 (para Aldosivi) frente a River Plate en lo que sería la primera derrota del "millonario" en la Primera "B" Nacional (1-2).
A fines de junio de 2012, se convierte en el primer refuerzo de Olimpo de Bahía Blanca. En enero de 2016 es transferido a Patronato de Paraná. Luego de 2 años, se incorpora al Club Atlético Paraná. Más tarde, en julio de 2019 vuelve a vestir la camiseta de Olimpo de Bahía Blanca.
Desde el año 2019 comienza a incursionar en el ciclismo en la Escuela de Ciclismo de Martin Ornetti, con la cual ya ha participado de varias carreras y logrado varios podios, demostrando la versatilidad y el estado físico de este gran deportista

## Clubes
- Actualizado hasta el fin de la carrera deportiva.

| Club                      | País      | Año       | PJ  |
| ------------------------- | --------- | --------- | --- |
| Boca Juniors              | Argentina | 1998-1999 | 1   |
| Chacarita Juniors         | Argentina | 1999-2004 | 114 |
| Alianza Lima              | Perú      | 2005      | 20  |
| Chacarita Juniors         | Argentina | 2006      | 11  |
| José Gálvez               | Perú      | 2006      | 9   |
| Instituto de Córdoba      | Argentina | 2007-2008 | 46  |
| Neuchâtel Xamax           | Suiza     | 2008-2009 | 21  |
| Instituto de Córdoba      | Argentina | 2009-2011 | 42  |
| Aldosivi de Mar del Plata | Argentina | 2011-2012 | 32  |
| Olimpo de Bahía Blanca    | Argentina | 2012-2015 | 98  |
| Patronato de Paraná       | Argentina | 2016-2018 | 20  |
| Atlético Paraná           | Argentina | 2018-2019 | 21  |
| Olimpo de Bahía Blanca    | Argentina | 2019-2020 | 17  |

## Palmarés

### Torneos locales
| Título           | Club         | País      | Año  |
| ---------------- | ------------ | --------- | ---- |
| Primera División | Boca Juniors | Argentina | 1999 |